# فيسكر كارما
أطلقت شركة فيسكر الأمريكية ومقرها كاليفورنيا سيارة تعمل بالكهرباء سميت بـ كارما، حيث تتمتع هذه السيارة السيدان كبيرة الحجم بشكل خارجي وداخلي ملتفتين بالإضافة إلى أنها تحتوي على ثلاث محركات، اثنان كهربائيان وواحد ميكانيكي مكون من أربع اسطوانات سعة لترين مزود بشاحن توربيني يولد قوة 260 حصان.
الشكل الخارجي لطراز فيسكر كارما الجديد أنيق وعصري، ويظهر ذلك من خلال المقدمة التي تحتوي على غطاء محرك ذي نهاية قصيرة وأضواء كبيرة تمتد على الجوانب تعمل بخاصية LED وصادم أمامي بارز يحتوي على شبك التهوية الأمامي ذي القسمين وثلاث فتحات تهوية صغيرة مضلعة الشكل في الأسفل.
ومن الجوانب تتمتع فيسكر كارما بخطوط انسيابية تمتد إلى الخلف لتتصل مع أقواس العجلات الخلفية البارزة ومع الأضواء الخلفية الطولية التي تعمل بخاصية LED أيضا، والتي تجمع بين غطاء صندوق الأمتعة الصغير ومع الصادم النافر العريض الذي يحتوي على فتحات مضلعة مزينة بالكروم.
الجدير ذكره أن طراز فيسكر كارما يحتوي على سقف زجاجي مدعم بألواح شمسية لتوليد الطاقة التي تساعد على تشغيل نظام التكييف والإضاءة الداخلية.
أما المقصورة الداخلية في طراز فيسكر كارما الجديد فهي غنية بالمواد الفاخرة عالية الجودة كالخشب والجلد، حيث تحتوي مقصورة كارما على عدادات رقمية جميلة محاطة بإطار من الكروم، ومقود من الجلد متعدد الوظائف يمكنك من التحكم بالنظام الصوتي والمكالمات ومثبت السرعة، وبمقاعد جلدية أيضا ذات تحكم كهربائي مزودة بخاصية التدفئة.
وتحتوي فيسكر كارما من الداخل على كونسول وسطي من الجلد المطرز، يحتوي على شاشة عرض كبيرة تعمل باللمس يعرض من خلالها أهم الوظائف الترفيهية والمعلوماتية، أسفل منها أزرار للتحكم بتدفئة المقاعد والمرايا كهربائيا وصندوق القفازات ونظام ثبات السيارة، بالإضافة إلى أزرار التحكم بصندوق السرعات والنوافذ، بجانبها حاملتا أكواب محاطتان بالكروم.
وعلى صعيد المحركات، زودت فيسكر كارما بثلاثة محركات رئيسية، الأول مكون من أربعة اسطوانات سعة لترين مع شاحن توربيني يعمل بالبنزين، وآخران كهربائيان مثبتان على العجلات الخلفية، حيث تتمتع كارما بمنظومتي قيادة، الأولى (Stealth) وهي للقيادة بالمحركين الكهربائيين فقط، والأخرى (Sport) وهي لتفعيل محرك البنزين الذي بدوره ينقل الحركة مباشرة لمولدات الطاقة ثم إلى العجلات الخلفية.
في حال القيادة على وضعية (Stealth) العادية أي اعتماد على بطاريات أيونات الليثيوم تنطلق كارما من 0 إلى 100 كم/س بـ 8.1 ثانية وبسرعة قصوى تصل إلى 153 كم/س، أما في حال القيادة بوضعية (Sport) أي الرياضية فتنطلق كارما بمساعدة محرك البنزين من 0 إلى 100 كم/س بـ 6.1 ثانية وبسرعة قصوى تصل إلى 201 كم/س
ويصل مدى سير فيسكر كارما على البطاريات فقط 80 كم دون إعادة شحنها، فيما تصل إلى 403 كم بمساعدة المحرك الميكانيكي المكون من أربعة اسطوانات

## وصلات خارجية
- تقرير فيسكر كارما